# Kérygmatické hnutí
Kérygmatické hnutí (z řeckého κηρυγμα – kérygma) usilovalo o to, aby při hlásání křesťanství byl kladen důraz na radostnou zvěst o Božím království v Ježíši Kristu, nikoliv na poznatky systematické teologie. Vychází především z myšlenek Josefa Andrease Jungmanna SJ, představitele kérygmatické teologie, a rozvinulo se zejména po druhé světové válce. Významně se podílelo na realizaci cílů katechetického hnutí.